# Орбитальный аппарат

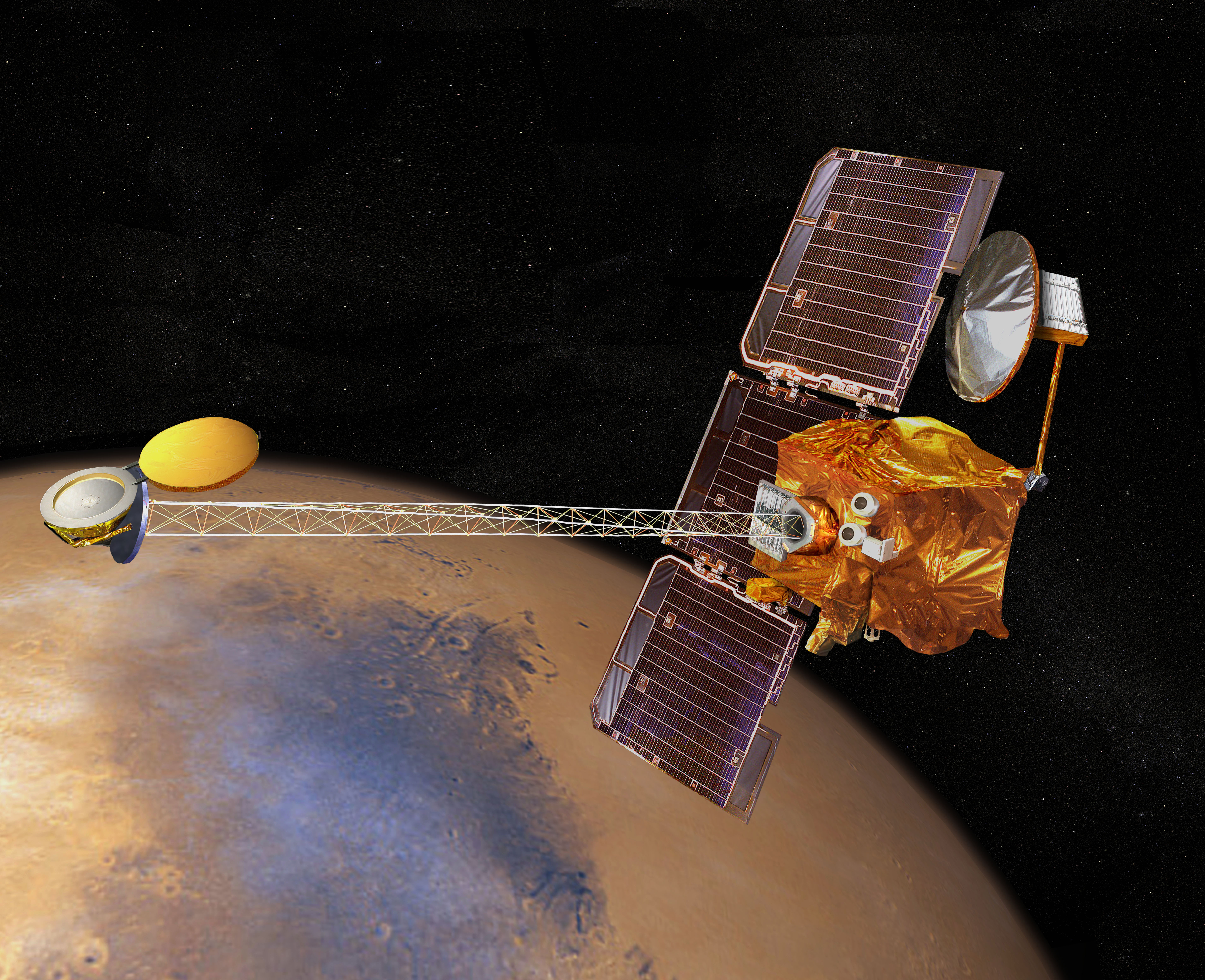
Орбитальный аппарат «Марс Одиссей»

Орбитальный аппарат — это беспилотный космический аппарат для исследования планеты или другого небесного тела с орбиты вокруг этого тела.

## Назначение
Орбитальные аппараты при помощи дистанционных методов (оптических, радиофизических и т. д.) могут исследовать значительную часть планеты (тогда как посадочные модули и планетоходы получают более детальные данные об атмосфере и поверхности, но только в районе места посадки). Наилучшим является использование орбитального аппарата в сочетании со спускаемым. В таком случае собираемые ими данные дополняют друг друга.

## Список орбитальных аппаратов
Успешно работавшие (или работающие) орбитальные аппараты в соответствии с объектами их изучения (в порядке запуска):

### Астероиды
NEAR Shoemaker
Запущен NASA в 1996 году к астероиду Эрос. Стал первым искусственным спутником астероида и первым аппаратом, совершившим посадку на астероид. По пути к Эросу исследовал астероид Матильда. Проработал до 28 февраля 2000 года.
Хаябуса
Аппарат Японского агентства аэрокосмических исследований (JAXA). Запущен в 2003 году для изучения астероида Итокава и доставки образца его грунта на Землю. Несмотря на ряд проблем, забор грунта был осуществлен и 13 июня 2010 года аппарат вошёл в атмосферу Земли и сбросил спускаемую капсулу.

### Венера
- Венера-9 и Венера-10
- Пионер-Венера-2
- Венера-15
- Венера-16
- Магеллан
- Венера-экспресс
- Акацуки

### Марс
- Маринер-9
- Марс-2
- Марс-3
- Марс-5
- Викинг-1
- Викинг-2
- Фобос-2
- Марс Глобал Сервейор
- Марс Одиссей
- Марс-экспресс
- Mars Reconnaissance Orbiter
- Mars Science Orbiter
- Мангальян

### Меркурий
- MESSENGER

### Луна
- Луна-10
- Эксплорер-33
- Лунар орбитер-1
- Луна-11
- Луна-12
- Лунар орбитер-2
- Лунар орбитер-3
- Лунар орбитер-4
- Эксплорер-35
- Лунар орбитер-5
- Луна-14
- Луна-19
- Эксплорер-49
- Луна-22
- Hiten
- Clementine
- Lunar Prospector
- Смарт-1
- Кагуя
- Чанъэ-1
- Чандраян-1

Запущен 22 октября 2008 года с индийской стартовой площадки Шрихарикота. 12 ноября 2008 года выведен на расчётную окололунную орбиту. Среди задач — поиск полезных ископаемых и запасов льда в полярных регионах Луны, а также составление трёхмерной карты поверхности.
- Lunar Reconnaissance Orbiter

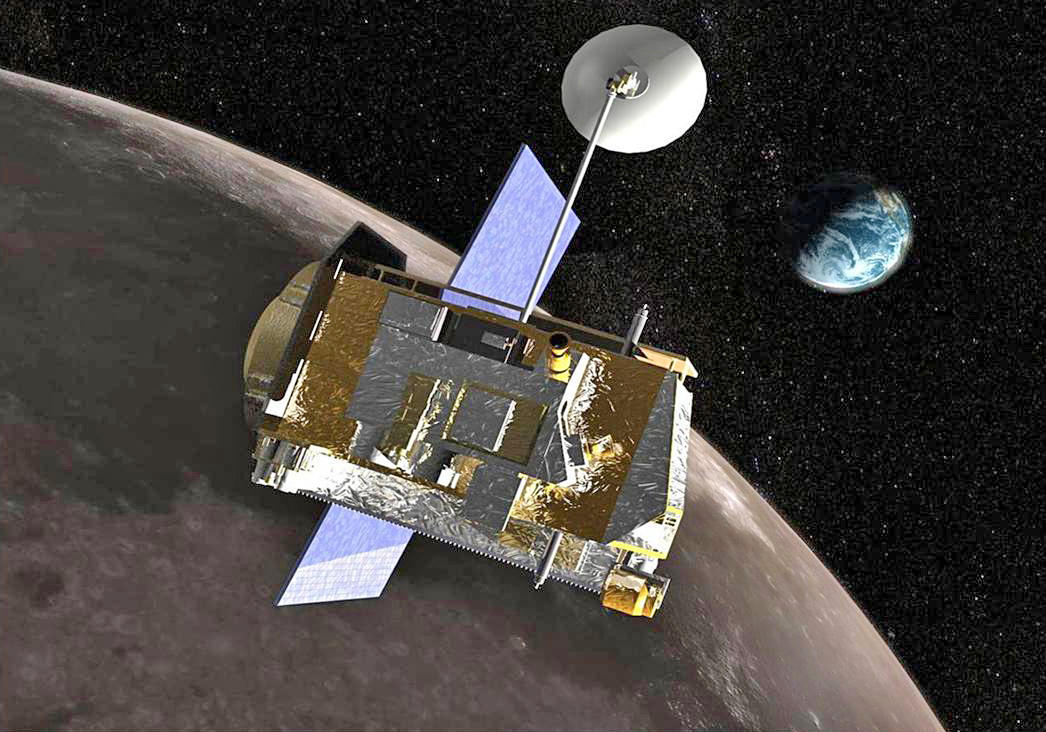

Запуск состоялся 19 июня 2009 года. 23 июня 2009 года аппарат вышел на лунную орбиту. Планируемый срок основной миссии — 1 год, дополнительной — до 5 лет. В задачи аппарата входит:
- изучение лунной глобальной топографии;
- измерение радиации на лунной орбите;
- изучение лунных полярных регионов, включающее в себя поиск залежей водяного льда и исследование параметров освещённости;
- составление сверхточных карт с нанесением объектов не менее 0,5 метра с целью найти лучшие посадочные площадки.
- Lunar Crater Observation and Sensing Satellite

### Сатурн
- Кассини — Гюйгенс

### Солнце
- Пионер-5
- Пионер-6, -7, -8 и -9
- Гелиос I и II
- International Cometary Explorer
- Улисс
- WIND
- SOHO
- Genesis
- STEREO

### Юпитер
Галилео
Аппарат был запущен в 1989 году и проработал до 2003 года, проведя множество исследований Юпитера и его спутников. Стал единственным аппаратом, вышедшим на орбиту Юпитера, изучавшим эту планету длительное время и сбросившим в её атмосферу спускаемый зонд.
- Юнона